# 林畔村 (登岗镇)
林畔村，地处东经115°36′——116°37′39〃，北纬22°53′——23°46′27〃。位于中华人民共和国广东省揭阳市揭东县登岗镇西部，南面是孙畔村，西面即是虎头山下的蔡坑村，东面与许畔村隔河相望。与登岗镇行政中心所在地登岗村有水泥路相连。人口800多人（无准确统计），大部分人为黄姓，相传是江夏世家之后。
该村多为出外从事商业或务工，一部分仍然在村务农，生活水平彼此相差极大。大部分村民生活水平与内地普通乡村无异。该村被作为揭阳潮汕机场的一部分，将于公元2008年12月下旬拆迁。几百年历史的林畔村将不复存在，村民安置区在登岗镇高美村附近。